# La Sirène de Séville
Pour plus de détails, voir Fiche technique et Distribution.
La Sirène de Séville (The Siren of Seville) est un film américain d'aventures réalisé par Jerome Storm et Hunt Stromberg et sorti en 1924.

## Synopsis
Gallito, un jeune paysan espagnol, aspire à devenir matador. Le hasard amène le grand torero Pedro devant sa ferme, alors qu'il s'entraîne avec un taureau factice. L'amie de Gallito lui fait promettre de l'aider. Ils se rendent à Séville pour tenter leur chance.

## Fiche technique
- Titre original : The Siren of Seville

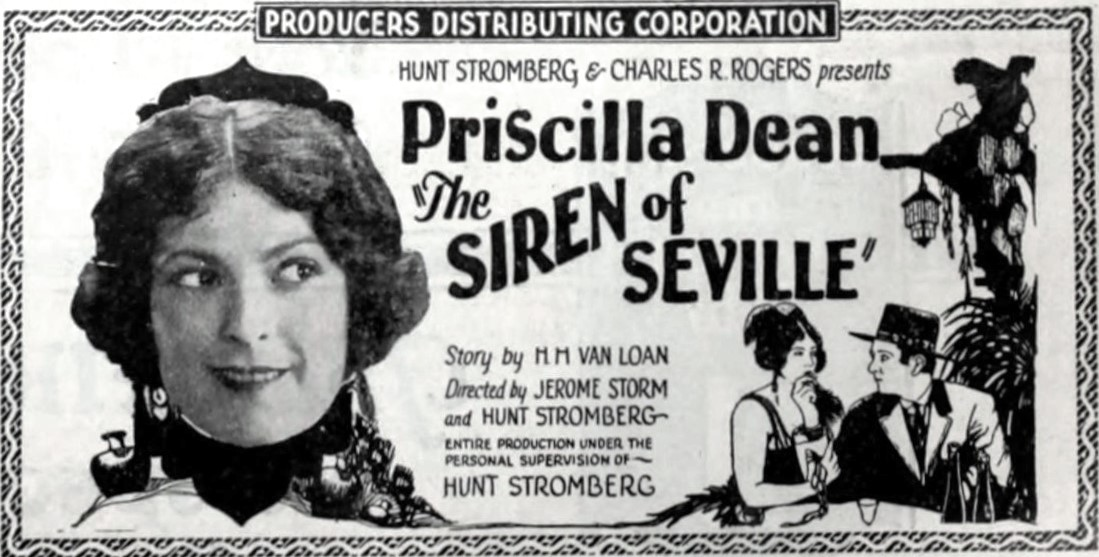
Réclame pour le film dans le magazine Film daily.

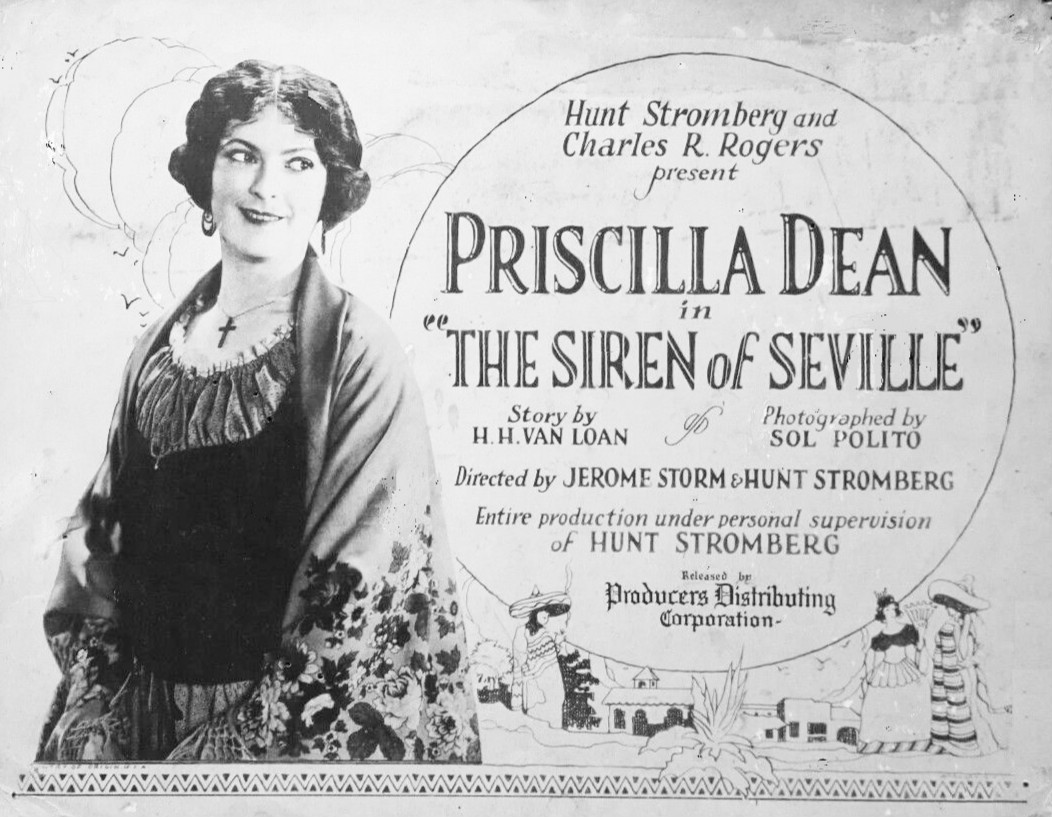
Carte promotionnelle du film

- Réalisation : Jerome Storm et Hunt Stromberg
- Scénario : H. H. Van Loan
- Producteur : 	Charles R. Rogers
- Photographie : Sol Polito
- Distributeur : Producers Distributing Corporation
- Durée : 7 bobines
- Date de sortie : 17 août 1924

## Distribution
- Priscilla Dean : Dolores
- Allan Forrest : Gallito
- Stuart Holmes : Cavallo
- Claire de Lorez : Ardita
- Bert Woodruff : Palomino
- Matthew Betz : Pedro
- Marion Aye :femme dans le prologue